# Talisay (Negros Occidental)
Talisay is een stad in de Filipijnse provincie Negros Occidental. Bij de laatste census in 2007 had de stad ruim 96 duizend inwoners.

## Geografie

### Bestuurlijke indeling
Talisay is onderverdeeld in de volgende 27 barangays:
| - Bubog - Cabatangan - Concepcion - Dos Hermanas - Efigenio Lizares - Katilingban - Matab-ang - San Fernando - Zone 1 - Zone 2 - Zone 3 - Zone 4 - Zone 4-A - Zone 5 | - Zone 6 - Zone 7 - Zone 8 - Zone 9 - Zone 10 - Zone 11 - Zone 12 - Zone 14 - Zone 14-A - Zone 14-B - Zone 12-A - Zone 15 - Zone 16 |

## Demografie
Talisay had bij de census van 2007 een inwoneraantal van 96.444 mensen. Dit zijn 17.298 mensen (21,9%) meer dan bij de vorige census van 2000. De gemiddelde jaarlijkse groei komt daarmee uit op 2,76%, hetgeen hoger is dan het landelijk jaarlijks gemiddelde over deze periode (2,04%). Vergeleken met de census van 1995 is het aantal mensen met 28.043 (41,0%) toegenomen.

## Geboren in Talisay
- Arsenio Lacson (1911-1964), politicus
- Alfredo Alcala (1925-2000), stripauteur

Bacolod · Bago · Binalbagan · Cadiz · Calatrava · Candoni · Cauayan · Enrique B. Magalona · Escalante · Himamaylan · Hinigaran · Hinoba-an · Ilog · Isabela · Kabankalan · La Carlota · La Castellana · Manapla · Moises Padilla · Murcia · Pontevedra · Pulupandan · Sagay · Salvador Benedicto · San Carlos · San Enrique · Silay · Sipalay · Talisay · Toboso · Valladolid · Victorias